# Lithium
Lithium (chemická značka Li) je nejlehčí z řady alkalických kovů, značně reaktivní, stříbřitě lesklého vzhledu.

## Základní fyzikálně-chemické vlastnosti

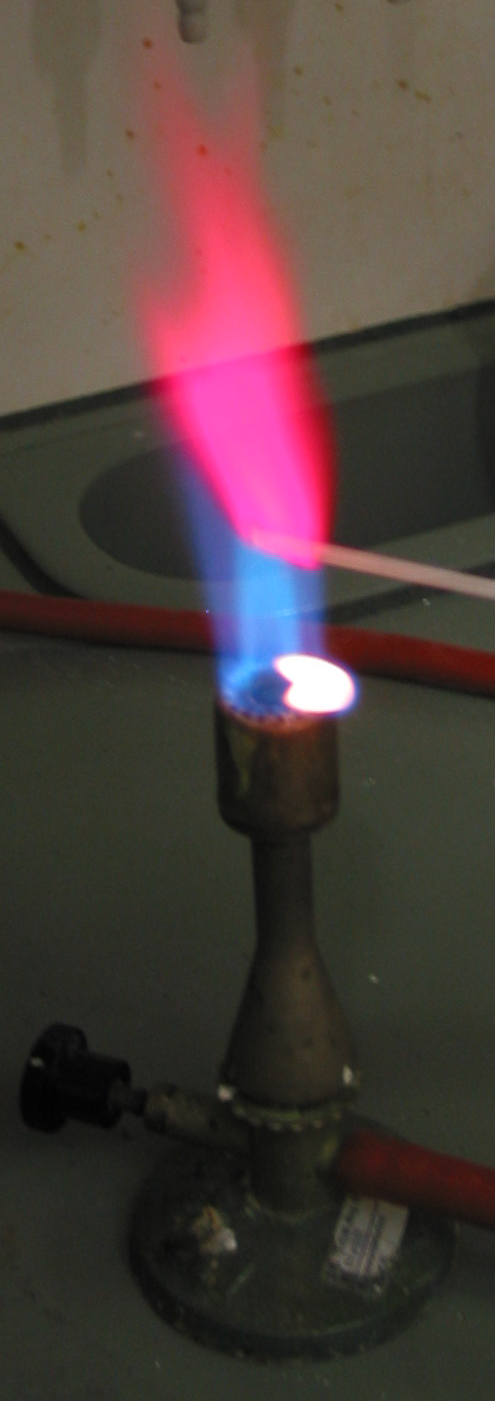
Plamenová zkouška lithné soli

Jedná se o velmi lehký a měkký kov (ještě měkčí než mastek), který lze krájet nožem. Dobře vede elektrický proud a teplo. Lithium má nejmenší hustotu ze všech pevných prvků, je lehčí než voda a petrolej. S vodou však reaguje, v petroleji se uchovává. Ve srovnání s ostatními kovy má lithium poměrně nízké teploty tání a varu. V plynném lithiu se vyskytují vedle jednoatomových částic i dvouatomové molekuly lithia. Páry lithia mají hnědou barvu. Roztok vzniklý rozpuštěním lithia v kapalném amoniaku má temně modrou barvu.
Přírodní lithium obsahuje cca 7,5 % izotopu 6Li a 92,5 % 7Li. Poměr izotopů není stálý a závisí na geologických poměrech původního zdroje.
Lehčí izotop 6Li dobře zachycuje neutrony za vzniku tritia a hélia. Tato reakce 6Li je k produkci těžkého vodíkového izotopu využívána, ať už pro civilní potřeby a nebo jako lithiumdeuterid v termonukleární zbrani, kde z lithia v 6LiD vznikne tritium a to následně zreaguje s deuteriem za uvolnění velké energie.
Těžší izotop 7Li má naopak účinný průřez záchytu neutronu malý a soli 7Li proto mohou sloužit jako inertní médium v jaderné technologii. 7LiOH slouží k alkalizaci chladicí vody v některých typech jaderných reaktorů. Známé jsou např. taveninové palivové kompozice fluoridů uranu, plutonia či nejmoderněji thoria, ve kterých 7LiF účinně snižuje bod tání takové směsi, aniž by ze systému vychytával neutrony. Vzhledem k tomu, že rozdíl hmotností obou lithiových izotopů je procentně významný, obohacování lithia vcelku není obtížné. Používají se dvě hlavní metody:
1. využití rozdílné afinity 6Li a 7Li ke rtuti, kdy se lithný amalgám v protiproudu k vodnému roztoku LiOH obohacuje lehčím izotopem a vodná fáze těžším
2. díky relativně vysoké tenzi par lithia a nízkému bodu varu lze izotopy separovat i modifikovanou destilací, kdy těkající páry jsou obohaceny lehčím izotopem a v tavenině zůstává 7Li.

Obě technologie mají pochopitelně původ v poválečném vojenském výzkumu s cílem připravit 6LiD pro zbraně a neutrony neabsorbující soli 7Li jsou vlastně odpadem.
Lithium se výrazně liší svými vlastnostmi od vlastností ostatních alkalických kovů, ale v mnohém se podobá vlastnostem kovů alkalických zemin. Rychle reaguje s kyslíkem i vodou a v přírodě se s ním proto setkáváme pouze ve formě sloučenin, za vyšší teploty slučuje přímo s dusíkem na nitrid lithný Li3N. Ze skupiny alkalických kovů je lithium nejméně reaktivní, avšak jako jediný alkalický kov se slučuje za vyšší teploty přímo s uhlíkem na karbid Li2C2 a křemíkem na silicid Li6Si2. Elementární kovové lithium lze dlouhodobě uchovávat např. překryté vrstvou alifatických uhlovodíků jako petrolej nebo nafta. Lithium se stejně jako i ostatní alkalické kovy vyskytuje pouze v oxidačním stavu Li+. Soli lithia barví plamen karmínově červeně.

## Historický vývoj
Bylo objeveno roku 1817 švédským chemikem Johannem Arfvedsonem v nerostu petalitu. Brzy na to bylo lithium dokázáno a objeveno i ve spodumenu a lepidolitu. Podobnost lithia s dalšími již objevenými alkalickými kovy zpozoroval již Johann Arfvedson. Lithium dostalo název z řeckého lithos – kámen. Červené zbarvení plamene lithia pozoroval poprvé Leopold Gmelin roku 1818. Čisté lithium bylo poprvé připraveno Robertem Wilhelmem Bunsenem a Michaelem Matthiessenem v roce 1855 elektrolýzou roztaveného chloridu lithného.

## Výskyt vpřírodě

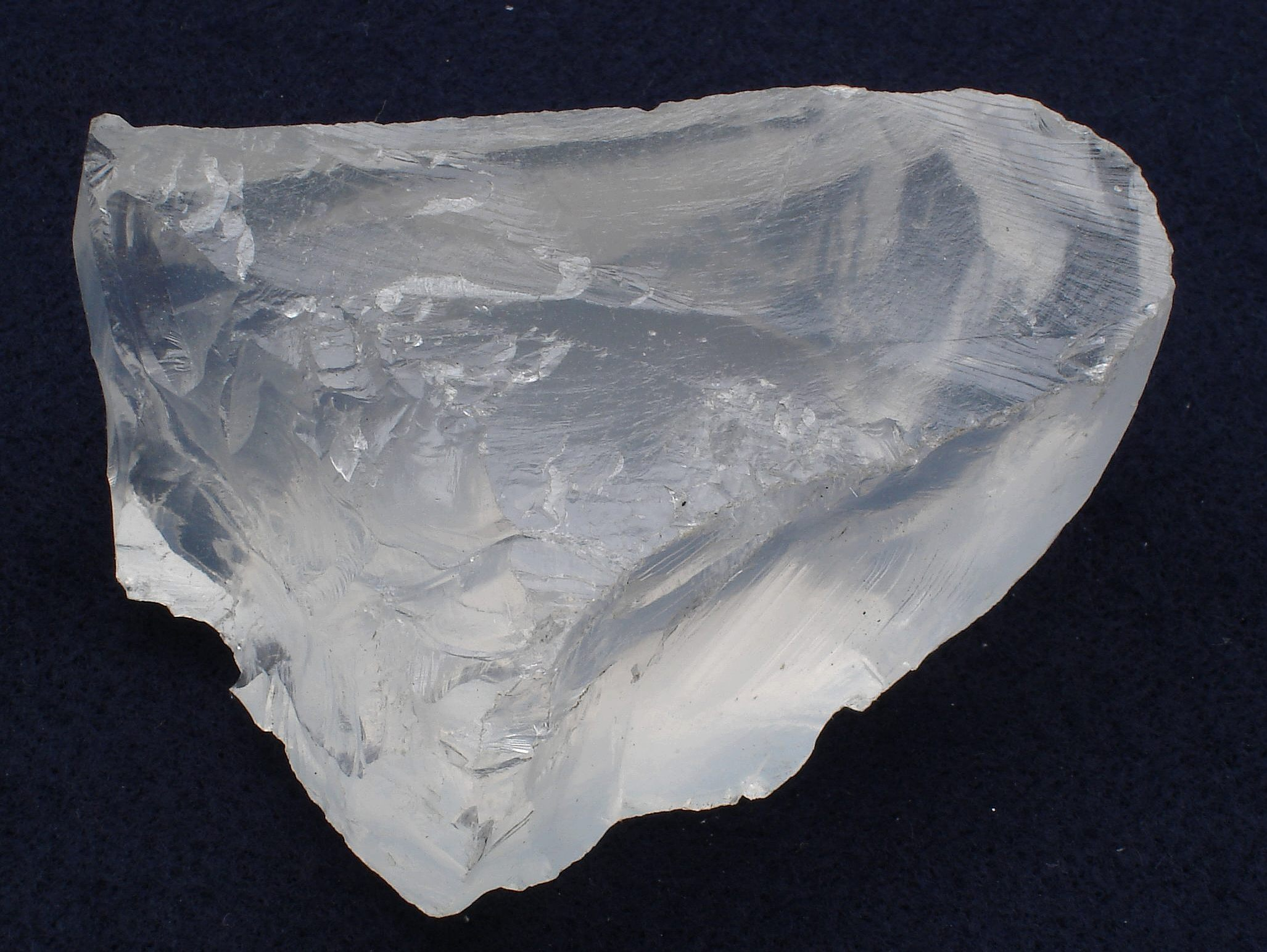
Petalit – (Li,Na)AlSi_{4}O_{10}

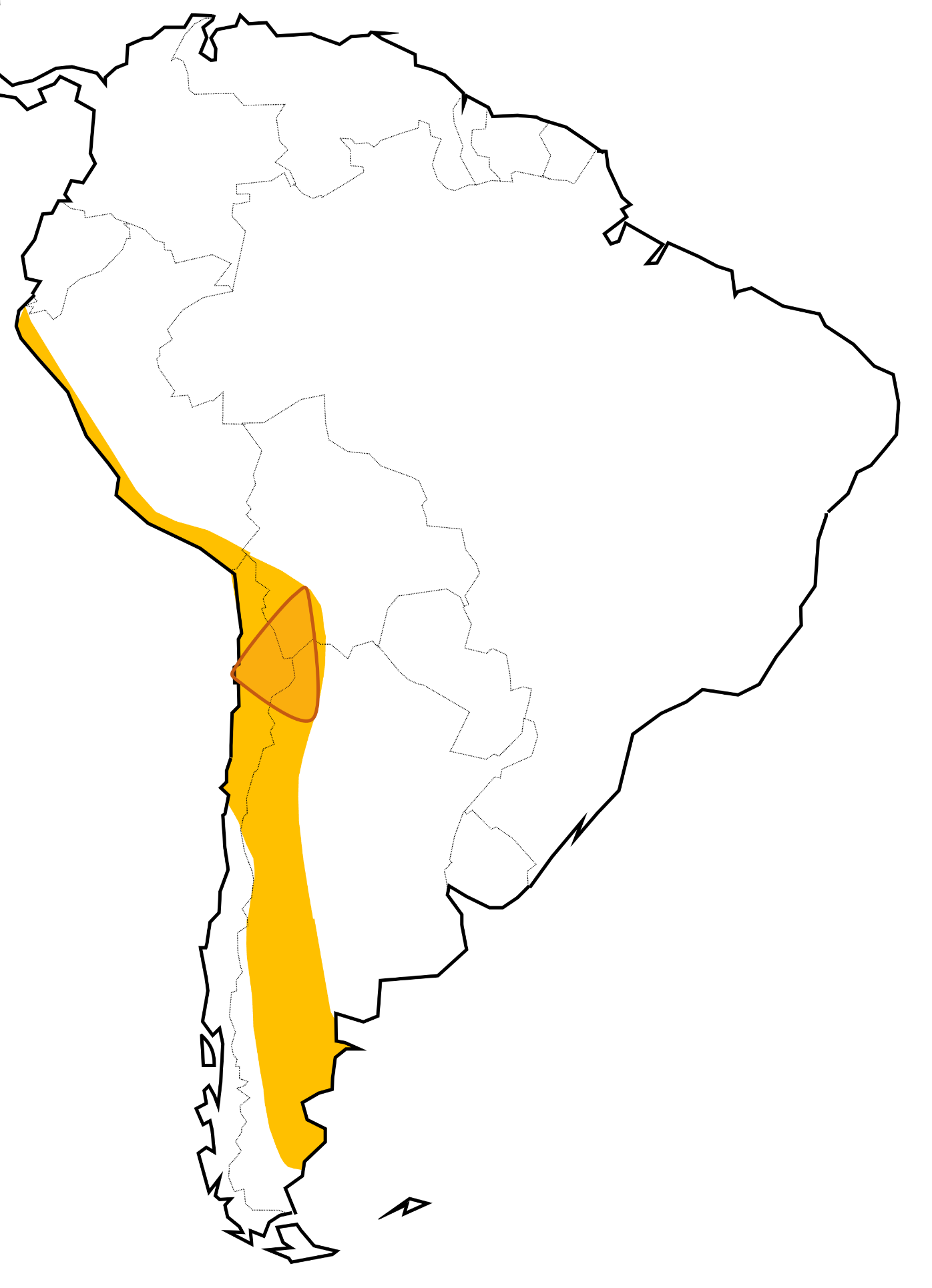
Takzvaný lithiový trojúhelník v suchém pásu v Jižní Americe.

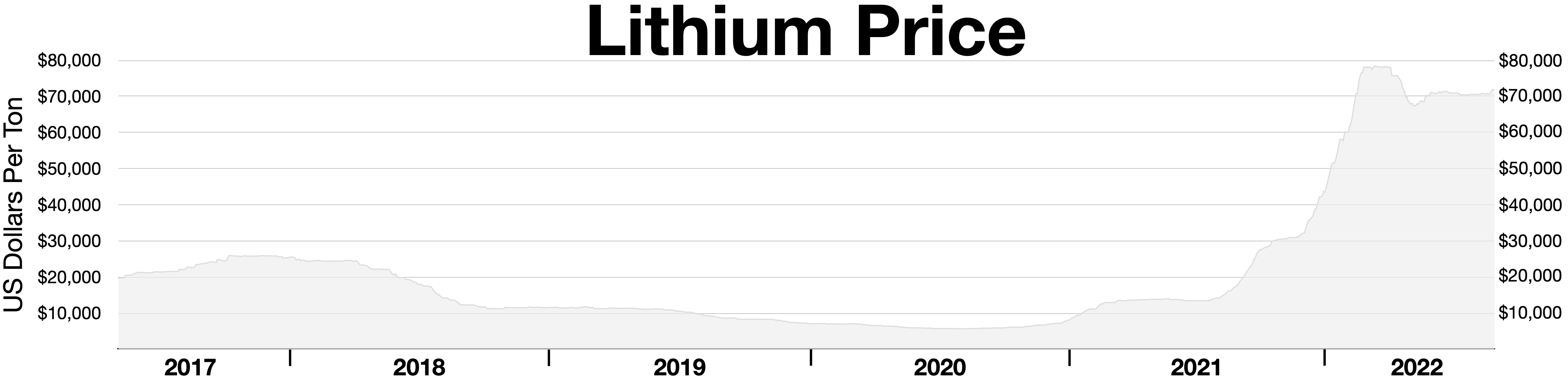
Ceny lithia během let 2021-2022 začaly rychle narůstat. Roku 2023 ale ceny začaly prudce klesat, a tak přibližně kopírují ceny energií.

Ve vesmíru patří lithium přes svoji velmi nízkou atomovou hmotnost mezi poměrně vzácné prvky – na jeden jeho atom připadá přibližně 1 miliarda atomů vodíku. Při termonukleárních reakcích horkých hvězd vzniká totiž jen přechodně a brzy se zpětně štěpí na lehčí prvky. Lithium na Zemi tudíž nepochází z protoplanetárního disku (na rozdíl od většiny prvků), ale vznikalo až jaderným rozpadem těžších kovů.
V zemské kůře je lithium obsaženo v množství 20–60 mg/kg, mořská voda vykazuje průměrný obsah lithia 0,18 mg/l v podobě rozpuštěných solí. Kvůli velké elektropozitivitě se Lithium vyskytuje jen ve sloučeninách jako příměs různých hornin (rudy lithia obsahují okolo 1–6 % lithia). Nejznámější minerály obsahující lithium jsou aluminosilikáty lepidolit KLi2[AlSi3O6(OH,F)4](OH,F)2, spodumen LiAl[Si2O6], trifylin LiFe[PO4], petalit (Li,Na)AlSi4O10, amblygonit: (Li,Na)Al(PO4)(F,OH) a cinvaldit: KLiFeAl[AlSi3O10(F,OH)2].

### Biologický význam
Lithium je přítomné v tělech rostlin, živočichů a dalších organismů jen ve stopovém (extrémně nízkém) množství a pravděpodobně tam chemicky vystupuje podobně, jako jiné alkalické kovy přítomné v těle. V lidské krvi je přítomno lithium v koncentraci pouhých cca 70 nmol/litr. Je sporné, zda má pro funkci organizmu nějaký význam; koncentrace lithia, které se používají k léčbě maniodepresivity, jsou o 3–4 řády vyšší, než je jeho přirozená koncentrace v krvi. Při experimentálním krmení zvířat potravou s nízkým obsahem lithia byly pozorovány některé vývojové poruchy a snížený věk dožití. Lithium také v nízkých koncentracích stimuluje růst rostlin, některé druhy ho však pravděpodobně aktivně zakoncentrovávají ve svých pletivech až do hladiny 1 mg/g váhy. Rozbor izotopů lithia ve fosilizovaných kostech pravěkých obratlovců i v kostech recentních obratlovců může být významnou metodou pro jejich výzkum, a to z hlediska ekologie i potravních návyků.

## Zásoby a těžba
Těžba lithia od konce druhé světové války výrazně narostla. Hlavními zdroji lithia jsou solanky a rudy. Lithium patří mezi důležité prvky zejména z důvodu jeho využití při výrobě baterií. Evropská unie ho považuje za jednu z kritických surovin.

### Zásoby
Co se týče zásob lithia tyto, tyto jsou obvykle rozlišovány v závislosti na jejich ekonomické využitelnosti. Geologická služba USA v roce 2025 odhadovala ekonomicky využitelné zásoby (reserves) lithia na 30 mil. tun rudy , když mezi země s největšími ekonomicky využitelnými zásobami patřily Chile s 9,3 mil. tun, Austrálie s 7 mil. tun, Argentina s 4 mil. tun a  Čína s 3 mil. tun zásob. Celkové zásoby pak odhadovala na 115 mil. tun rudy, když mezi země s největšími zásobami patřily Argentina a Bolívie - každá 23 mil. tun, Spojené státy americké s 19 mil. tun, Chile s 11 mil. tun a Austrálie s 8,9 mil. tun. Značná známých zásob lithia leží v Jižní Americe na dně solných pánví – největší z nich je Salar de Uyuni.
V České republice Česká geologická služba evidovala v roce 2025 celkem 1,1 mil. zásob, z toho 156 tis. tun bilančně prozkoumaných.

### Těžba
V roce 2024 se na světě vytěžilo asi 240 tis. tun rudy, když mezi největší těžaře patřily Austrálie s 88 tis. tun, Chile s 49 tis. tun, Čína s 41 tis. tun, Zimbabwe s 22 tis tun a Argentina s 18 tis. tun.
Těžba v Jižní Americe vyžaduje mnoho vody a ohrožuje tak místní obyvatele. Extraktivismus má pak koloniální podobu.

## Výroba
Při výrobě se vychází z rudy spodumenu, který se zahřívá na 1 100 °C, aby došlo ke změně modifikace, která má menší hustotu. Ta se promývá kyselinou sírovou při 250 °C a z výluhu se získává síran lithný. Ten reaguje s uhličitanem sodným za vzniku nerozpustného uhličitanu lithného, který je následně rozpuštěn v kyselině chlorovodíkové za vzniku chloridu lithného.
Kovové lithium lze průmyslově nejsnáze připravit elektrolýzou roztaveného chloridu lithného, protože je čistý chlorid nejlépe získatelný a má relativně nízkou teplotu tání. K přípravě lithia je možno použít i snadněji tavitelnou směs chloridu lithného a chloridu draselného.
Železná katoda 2 Li+ + 2 e− → 2 Li
Grafitová anoda 2 Cl− → Cl2 + 2 e−
V laboratoři lze k přípravě lithia použít i elektrolýzu chloridu lithného rozpuštěného v pyridinu.

## Využití

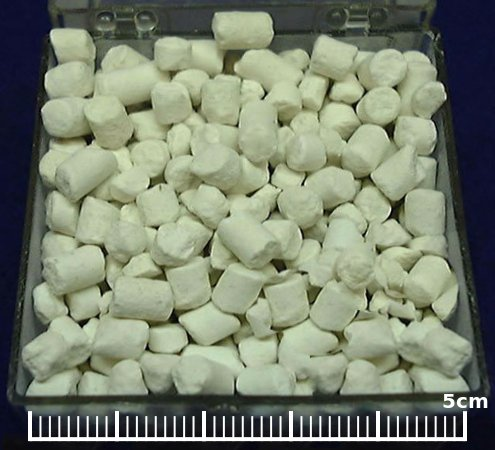
Elementární lithium – peletky

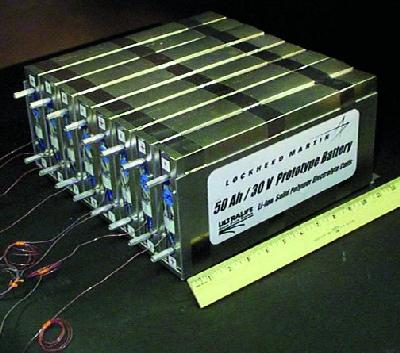
Lithiová baterie

- Elementární lithium se uplatňuje v jaderné energetice, kde v jistých typech reaktorů slouží roztavené lithium k odvodu tepla z reaktoru.

- V současné době patří lithiové baterie (lithiový článek) a akumulátory (lithium-iontový akumulátor) k velmi perspektivním prostředkům pro dlouhodobější uchování elektrické energie a jejich využití v elektronice stále silně roste. Elektrody akumulátoru obsahují na záporné elektrodě slitinu Li/Si, na kladné elektrodě je FeSx a jako elektrolyt se používá roztavený LiCl/KCl při 400 °C. Tento akumulátor je nejběžnější typ, ale vyvíjí se další nové typy. Lithiové akumulátory se využívají v elektromobilech a automobilech s hybridními motory.Lithiová baterie pro telefon

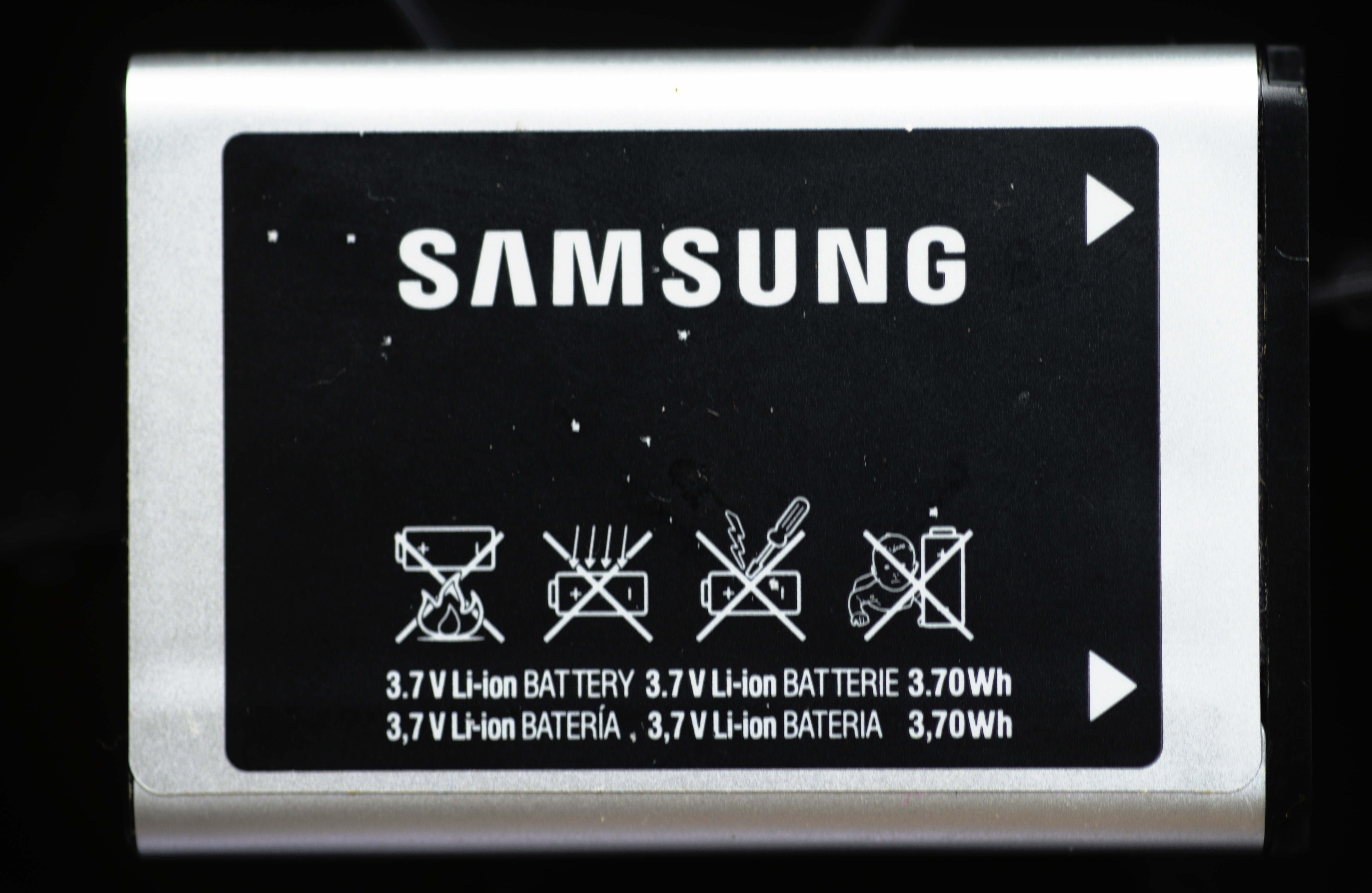
Lithiová baterie pro telefon

- Organické soli lithia se používají ve farmaceutickém průmyslu jako součásti uklidňujících léků tlumících afekt.

- Lithium je přísadou pro výrobu speciálních skel a keramik, především pro účely jaderné energetiky, ale i pro konstrukci hvězdářských teleskopů.

- Mimořádně silných hygroskopických vlastností a nízké relativní hmotnosti hydroxidu lithného se využívá k pohlcování oxidu uhličitého z vydýchaného vzduchu v ponorkách a kosmických lodích.

- Slitiny lithia s hliníkem, kadmiem, mědí a manganem jsou velmi lehké a současně značně mechanicky odolné a používají se při konstrukci součástí letadel, družic, kosmických lodí a ložiskových kovů. Slitina lithia s hořčíkem a hliníkem se používá na pancéřové desky, které jsou součástí družic a raket a má složení 14 % lithia, 1 % hliníku a 85 % hořčíku.

- Oxid lithný a hydroxid lithný slouží k přípravě práškovitých fotografických vývojek. Hydrid lithný se používá k přípravě vodíku pro vojenské a meteorologické účely. Látky jako tetrahydridohlinitan lithný LiAlH4 a organolithná činidla se používají v organické chemii jako velmi známá redukční činidla.

- Citronan lithný – použití v medicíně podobně jako uhličitan lithný
- Síran lithný – použití v medicíně podobně jako uhličitan lithný
- Orotát lithný – použití v medicíně podobně jako uhličitan lithný
- Jantaran lithný – použití v medicíně jako dermatologikum při léčbě seboroické dermatitidy
- Stearát lithný se používá jako zahušťovadlo a želatinová látka k převádění olejů na plastická maziva. Tato maziva mají velkou odolnost vůči vodě, mají dobré nízkoteplotní vlastnosti (−20 °C) a velmi dobrou stálost při vyšších teplotách (> 150 °C). Tato zahušťovadla se připravují z hydroxidu lithného a přírodních tuků.

- Uhličitan lithný Li2CO3 se používá při výrobě porcelánu jako tavidlo ve smaltech a při výrobě speciálních bezpečnostních skel a jako lék profylakticky ke kupírování manické fáze bipolární deprese (maniodepresivní psychózy). V poslední době se začalo používat uhličitanu lithného při výrobě hliníku, protože výrazně snižuje teplotu tání bauxitu a zvyšuje průtok elektrického proudu.

## Sloučeniny

### Anorganické sloučeniny

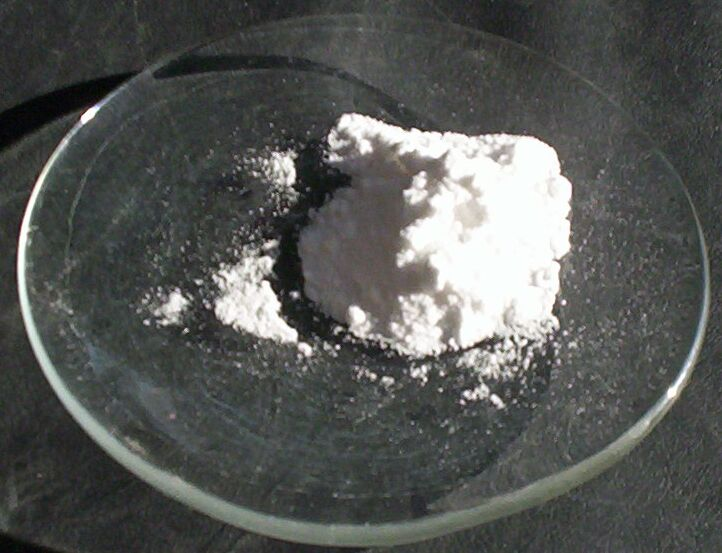
Uhličitan lithný

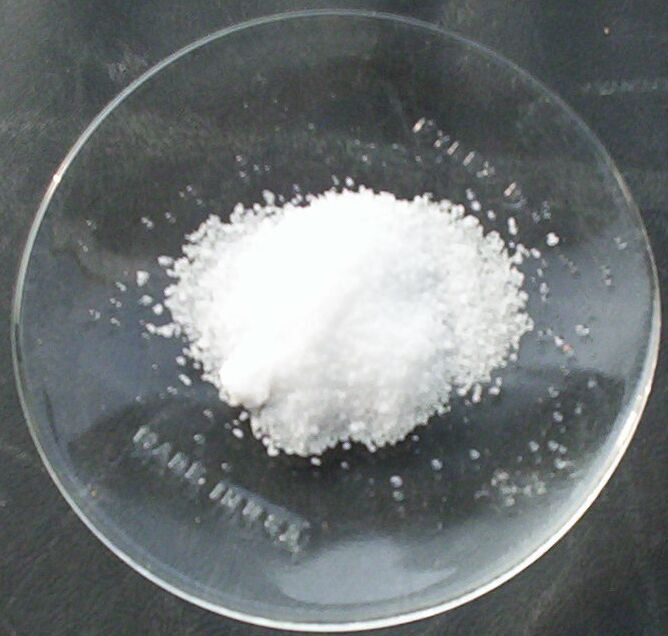
Chlorid lithný

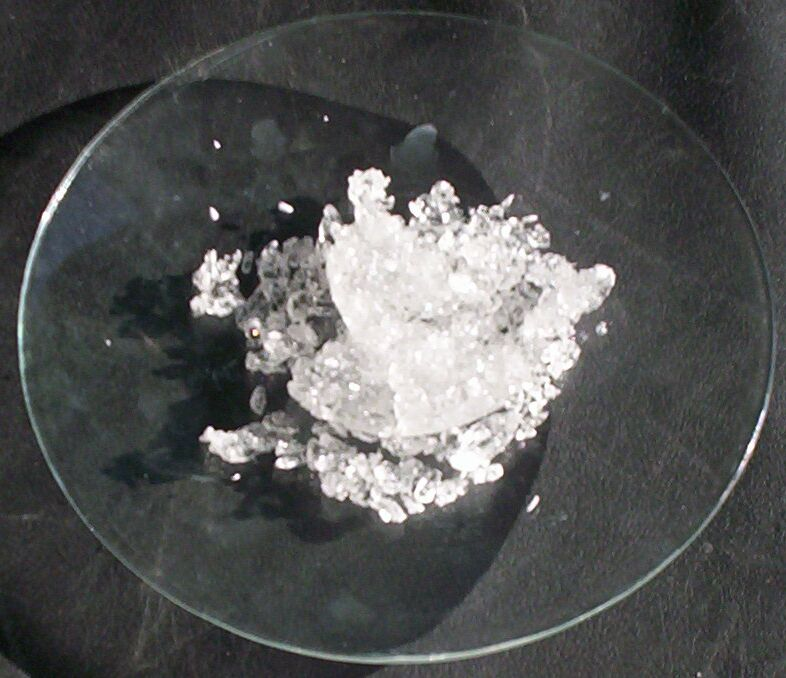
Dusičnan lithný

- Hydrid lithný LiH je bílá krystalická látka, na suchém vzduchu, na rozdíl od ostatních hydridů alkalických kovů, je velmi stálý (nereaguje s žádnou složkou vzduchu), má vyšší teplotu tání a varu. S vodou reaguje hydrid lithný velmi bouřlivě za vzniku hydroxidu lithného a vodíku. Hydrid lithný se připravuje reakcí mírně zahřátého lithia ve vodíkové atmosféře

- Oxid lithný Li2O je bílá krystalická látka s vysokými teplotami tání a varu. Vzniká reakcí lithia s kyslíkem, a to i za pokojové teploty. Je však značně znečištěn peroxidem lithným Li2O2. Proto se pro přípravu čistého oxidu lithného používá termický rozklad hydroxidu lithného, uhličitanu lithného nebo dusičnanu lithného.

- Hydroxid lithný LiOH je bílá krystalická látka, středně silně zásaditá, která se na rozdíl od ostatních alkalických hydroxidů rozpouští ve vodě a lihu o poznání hůře. Vzniká reakcí oxidu lithného s vodou nebo reakcí kovového lithia s vodou, která je poměrně bouřlivá a exotermní, kromě uvedeného hydroxidu lithného při ní dochází ve vývoji plynného vodíku.

- S dusíkem reaguje lithium za zvýšené teploty velmi snadno za vzniku nitridu lithného Li3N. Uvedené reakce se využívá k odstraňování dusíku z plynů. Nitrid lithný se vodou štěpí na oxid lithný, který okamžitě reaguje s vodou za vzniku hydroxidu lithného, a amoniaku

- Tetrahydridohlinitan lithný LiAlH4 je jednou z nejpoužívanějších sloučenin lithia, která při styku s kyselinami uvolňuje atomární vodík a nachází tak využití jako hydrogenační a velmi účinné redukční činidlo.

#### Soli
Lithné soli jsou ze solí alkalických kovů obecně nejméně rozpustné ve vodě (paradox u lithných solí tvoří chlorečnan lithný, který je nejrozpustnější anorganickou látkou ve vodě – 313,5 g ve 100 ml při 18 °C). Naproti tomu se však lithné soli velmi dobře rozpouští v jiných polárních rozpouštědlech než voda (například kapalný amoniak nebo etanol).
- Fluorid lithný LiF je bílá, práškovitá látka, která se nerozpouští ve vodě. Připravuje se reakcí uhličitanu lithného nebo hydroxidu lithného s kyselinou fluorovodíkovou.

- Chlorid lithný LiCl je bílá krystalická látka, která se rozplývá na vzduchu a velmi dobře rozpouští ve vodě, lihu i směsi lihu a etheru a jiných polárních organických rozpouštědlech. Připravuje se reakcí uhličitanu lithného nebo hydroxidu lithného s kyselinou chlorovodíkovou.

- Bromid lithný LiBr i jodid lithný LiI jsou bílé, ve vodě dobře rozpustné, krystalické látky. Jsou to silně hygroskopické látky, a proto s používají jako náplně exsikátorů. Připravují se rozpouštěním uhličitanu lithného nebo hydroxidu lithného v kyselině bromovodíkové popř. kyselině jodovodíkové.

- Dusičnan lithný LiNO3 je bezbarvá, na vzduchu rozplývavá krystalická látka. Je to docela dobře rozpustná lithná sůl. Připravuje se působením kyseliny dusičné na uhličitan lithný nebo hydroxid lithný.

- Uhličitan lithný Li2CO3 je to bílá práškovitá látka. Je jediný nerozpustný uhličitan alkalického kovu. Vzniká srážením roztoku lithné soli roztokem rozpustného uhličitanu nebo reakcí hydroxidu lithného s oxidem uhličitým.

- Síran lithný Li2SO4 je bezbarvá krystalická látka, která se snadno rozpouští ve vodě a tvoří podvojné soli. Vzniká reakcí uhličitanu lithného nebo hydroxidu lithného s kyselinou sírovou, používá se v medicíně podobně jako uhličitan lithný.

### Organické sloučeniny
Mezi organické sloučeniny lithia patří zejména lithné soli organických kyselin a lithné alkoholáty. K dalším lithným sloučeninám patří organické komplexy lithných sloučenin – komplexy s crown ethery (koronandy), a kryptáty. Zcela zvláštní skupinu organických lithných sloučenin tvoří organokovové sloučeniny.

## Bezpečnost
Kovové lithium je hodně reaktivní, a oxiduje i na vzduchu. Aby se tomuto jevu zabránilo, uchovává se obvykle v petroleji. Při manipulaci s lithiem se musejí používat ochranné rukavice, aby lithium nezreagovalo na povrchu kůže s vodou na hydroxid lithný, který je velice nebezpečný.
Při vdechování prachu kovového lithia dochází k podráždění či až k bolesti nosu a dýchacích cest, dále taky může vzniknout plicní edém.